# 辛迪·克拉森
辛迪·克拉森（英語：Cindy Klassen，1979年8月12日—），加拿大女子速度滑冰运动员。她曾代表加拿大在冬季奥运会速度滑冰比赛中获得1枚金牌、2枚银牌和3枚铜牌。